# Robert Mišković
Robert Mišković (Ingolstadt, 20 ottobre 1999) è un calciatore croato, centrocampista del Slovácko.

## Biografia
Anche suo padre, Saša, è stato un calciatore.

## Carriera

### Club
Il 14 novembre 2016 viene acquistato a titolo definitivo dalla squadra croata dell'Osijek.